# Maria Therese Tviberg
Maria Therese Tviberg (* 7. April 1994 in Bergen, Vestland) ist eine ehemalige norwegische Skirennläuferin. Sie startete überwiegend in den Disziplinen Abfahrt und Super-G. Ihre größten Erfolge waren der Gewinn der Bronzemedaille im Mannschaftswettbewerb der Olympischen Winterspiele 2022 und der Weltmeistertitel 2023 im Parallelrennen.

## Biografie
Tviberg war im November 2009 erstmals bei einem FIS-Rennen am Start und gab kurz darauf in Kvitfjell ihr Debüt im Europacup. Gut ein Jahr später gewann sie mit einem Slalom in Geilo ihr erstes FIS-Rennen und wurde im Januar 2011 norwegische Juniorenmeisterin in der Abfahrt und im Super G. Im selben Winter nahm sie in Crans-Montana erstmals an Juniorenweltmeisterschaften teil. Ab der Saison 2012/2013 startete Tviberg regelmäßig im Europacup. Dort konnte sie am 1. Dezember 2012 mit Rang 21 in der Super Kombination von Kvitfjell erstmals punkten. Bei den Juniorenweltmeisterschaften 2013 gewann sie hinter ihrer Teamkollegin Ragnhild Mowinckel die Silbermedaille in der Kombination. Zum Abschluss der Saison wurde sie norwegische Meisterin in der Abfahrt.
Zu Beginn des folgenden Winters erreichte sie am 18. Dezember 2013 als Zweite der Abfahrt von St. Moritz ihren ersten Podestplatz im Europacup. Knapp einen Monat später, am 16. Januar 2014, gewann sie mit der Abfahrt in Innerkrems ihr erstes Rennen in dieser Rennserie. Am Ende der Saison belegte sie Platz eins der Super-Kombinationswertung und Platz zwei der Abfahrtswertung. Am 24. Januar 2015 debütierte Tviberg in der Abfahrt in St. Moritz im Weltcup und errang mit Platz 16 auf Anhieb ihre ersten Weltcuppunkte. Bei den Juniorenweltmeisterschaften 2015 in Hafjell gewann sie die Abfahrts-Silbermedaille. Zum Abschluss der Saison gewann die bei den norwegischen Meisterschaften in Hemsedal die Goldmedaille im Riesenslalom, Silber in Abfahrt und Super-G sowie Bronze in der Alpinen Kombination.
Nachdem sie während der Saison 2015/16 verletzungsbedingt keine Wettkämpfe bestreiten konnte, war Tviberg ab Dezember 2016 wieder regelmäßig im Weltcup am Start. Ihr bestes Weltcupergebnis im Winter 2016/17 war Platz 10 in der Kombination von Crans-Montana, während ihr in Abfahrts- und Super-G-Rennen regelmäßig Top-10-Platzierungen gelangen. Im ersten Training zur Abfahrt von Lake Louise erlitt sie am 29. November 2017 einen Kreuzbandriss und fiel daraufhin die gesamte Saison aus. Nach ihrem Comeback im Januar 2019 verzichtete Tviberg fast vollständig auf Speed-Rennen und konzentrierte sich fortan auf die technischen Disziplinen Riesenslalom und Slalom. Im Europacup konnte sie sogleich wieder Fuß fassen und als sie am 8. März 2019 in Špindlerův Mlýn erstmals einen Weltcup-Riesenslalom bestritt, fuhr sie sogleich auf Platz 20. Zwei Wochen später holte sie den norwegischen Super-G-Meistertitel.
In der Weltcupsaison 2019/20 konnte sich Tviberg sowohl im Riesenslalom als auch im Slalom erstmals unter den besten zehn platzieren, eine weitere Top-10-Platzierung kam im Winter 2020/21 hinzu. Nicht weniger als fünf Top-10-Platzierungen gelangen ihr während der Weltcupsaison 2021/22. Mit dem norwegischen Team gewann Tviberg bei den Olympischen Winterspielen 2022 in Peking die Bronzemedaille im Mannschaftswettbewerb. Bei den Weltmeisterschaften 2023 in Méribel gewann sie die Goldmedaille im Parallelrennen und die Silbermedaille im Mannschaftswettbewerb.
Im September 2024 gab Tviberg ihren Rücktritt vom Spitzensport bekannt. Als Grund gab sie die Angst vor einer weiteren Verletzung an.

## Erfolge

### Olympische Spiele
- Peking 2022: 3. Mannschaftswettbewerb, 13. Riesenslalom

### Weltmeisterschaften
- Vail/Beaver Creek 2015: 25. Super-G, 27. Abfahrt
- St. Moritz 2017: 14. Kombination, 25. Super-G, 27. Abfahrt
- Méribel 2023: 1. Parallel, 2. Mannschaftswettbewerb, 19. Riesenslalom

### Weltcup
- 12 Platzierungen unter den besten zehn in Einzelrennen
- 1 Sieg in Mannschaftswettbewerben

### Weltcupwertungen
| Saison  | Gesamt | Gesamt | Abfahrt | Abfahrt | Super-G | Super-G | Riesenslalom | Riesenslalom | Slalom | Slalom | Kombination | Kombination | Parallel | Parallel |
| Saison  | Platz  | Punkte | Platz   | Punkte  | Platz   | Punkte  | Platz        | Punkte       | Platz  | Punkte | Platz       | Punkte      | Platz    | Punkte   |
| ------- | ------ | ------ | ------- | ------- | ------- | ------- | ------------ | ------------ | ------ | ------ | ----------- | ----------- | -------- | -------- |
| 2014/15 | 85.    | 26     | 38.     | 15      | 44.     | 11      | –            | –            | –      | –      | –           | –           | –        | –        |
| 2016/17 | 51.    | 150    | 31.     | 51      | 28.     | 47      | –            | –            | –      | –      | 11.         | 52          | –        | –        |
| 2018/19 | 114.   | 11     | –       | –       | –       | –       | 46.          | 11           | –      | –      | –           | –           | –        | –        |
| 2019/20 | 56.    | 107    | –       | –       | –       | –       | 16.          | 93           | –      | –      | –           | –           | 31.      | 14       |
| 2020/21 | 63.    | 64     | –       | –       | –       | –       | 43.          | 16           | 30.    | 48     | –           | –           | –        | –        |
| 2021/22 | 40.    | 217    | –       | –       | –       | –       | 18.          | 115          | 24.    | 95     | –           | –           | 24.      | 7        |
| 2022/23 | 44.    | 197    | –       | –       | –       | –       | 21.          | 94           | 24.    | 103    | –           | –           | –        | –        |
| 2023/24 | 97.    | 24     | –       | –       | –       | –       | –            | –            | 46.    | 24     | –           | –           | –        | –        |

### Europacup
- Saison 2013/14: 6. Gesamtwertung, 1. Kombinationswertung, 2. Abfahrtswertung
- Saison 2014/15: 2. Kombinationswertung, 8. Abfahrtswertung
- 5 Podestplätze, davon 3 Siege

| Datum           | Ort             | Land       | Disziplin          |
| --------------- | --------------- | ---------- | ------------------ |
| 16. Januar 2014 | Innerkrems      | Österreich | Abfahrt            |
| 24. Januar 2014 | Spital am Pyhrn | Österreich | Super-Kombination  |
| 19. März 2015   | Soldeu          | Andorra    | Alpine Kombination |

### Juniorenweltmeisterschaften
- Crans-Montana 2011: 26. Abfahrt
- Québec 2013: 2. Kombination, 5. Abfahrt, 8. Slalom, 29. Riesenslalom, 35. Super G
- Hafjell 2015: 2. Abfahrt, 6. Kombination, 20. Super-G, 29. Riesenslalom

### Weitere Erfolge
- 6 norwegische Meistertitel (Abfahrt 2013 und 2017, Super-G 2017 und 2019, Riesenslalom 2015, Slalom 2017)
- 2 norwegische Juniorenmeistertitel (Abfahrt und Super G 2011)
- 20 Siege in FIS-Rennen